# HD 196885
Désignations
HD 196885 est un système constitué de trois objets : deux étoiles et une planète en orbite autour de l'étoile principale. Ce système est situé dans la constellation du Dauphin.